# Гриндяну, Сорин
Сорин Гриндяну (рум. Sorin Grindeanu; род. 5 декабря 1973, Карансебеш, Караш-Северин, Румыния) — румынский политический и государственный деятель. Член Социал-демократической партии. Председатель Палаты депутатов Румынии с 24 июня 2024 года (и. о. 2 — 23 ноября 2021). В прошлом — министр транспорта и инфраструктуры Румынии (2021—2025), вице-премьер Румынии (2021—2023), премьер-министр Румынии (2017).

## Биография
Сорин Гриндяну родился в СРР в декабре 1973 года. В 1997 году закончил отделение информатики математического факультета Университета Тимишоары. Вскоре он стал заниматься политикой.
Гриндяну был членом палаты депутатов от 2012 до местных выборов июня 2016 года, когда он стал президентом окружного совета жудеца Тимиш.
Он был также министром коммуникаций в правительстве Виктора Понта, в период с 17 декабря 2014 по 17 ноября 2015 года.
Парламентские выборы 11 декабря 2016 года были выиграны СДП, которые получили относительное большинство в парламенте, с 45,67 % голосов в Сенате и 45,47 % от Палаты депутатов. 28 декабря, после того, как президентом была отвергнута кандидатура Севил Шайдех, Гриндяну был выдвинут Социал-демократической партией на должность премьер-министра Румынии. 30 декабря президент Клаус Йоханнис официально подтвердил его назначение.
Вступил в должность премьер-министра страны 4 января 2017 года. В этот день его кабинет был утверждён парламентом Румынии. Возглавлял правительство 169 дней. Ушёл в отставку 29 июня.
С 2 по 23 ноября 2021 года исполнял обязанности председателя Палаты депутатов Румынии.
25 ноября 2021 года назначен вице-премьером и министром транспорта и инфраструктуры в правительстве Николае Чукэ.
15 июня 2023 года назначен министром транспорта и инфраструктуры Румынии в правительстве во главе с премьер-министром Марчелом Чолаку.